# Eda-Köla pastorat
Eda-Köla pastorat är ett pastorat i Västra Värmlands kontrakt i Karlstads stift i Eda kommun i Värmlands län. 
Pastoratet bildades 2014 genom sammanläggning av pastoraten:
- Eda pastorat
- Köla pastorat

Pastoratet består av följande församlingar:
- Eda församling
- Köla församling
- Järnskog-Skillingmarks församling

Pastoratskod är 090605